# Beth-Elohim-Gemeinde
Die Beth-Elohim-Gemeinde oder Beth Elohim Congregation (hebräisch בֵּית אֱלֹהִים), auch als Garfield Temple und als Eighth Avenue Temple bekannt, ist eine reformjüdische Gemeinde zwischen Garfield Place and Eighth Avenue im Stadtteil Park Slope von Brooklyn, New York City, USA.
1861 wurde sie als liberalerer Ableger der Congregation Baith Israel gegründet. In den ersten 65 Jahren gab es mehrere vergebliche Versuche des Zusammenschlusses mit anderen Kongregationen, darunter dreimal mit Baith Israel. Die Gemeinde vollendete 1910 das neoklassische Gebäude der Synagoge und 1929 das im Stil des „Jüdischen Art Deco“ (Neuromanik und Art déco) erbaute Tempelgebäude. Die beiden Gebäude waren Contributing Properties des historischen Slope-Bezirks, das als denkmalgeschützter Bereich in das National Register of Historic Places aufgenommen wurde.
Die Gemeinde erlebte während der Weltwirtschaftskrise eine schwere Zeit. 1946 wären die Gebäude beinahe von den Banken eingezogen worden. Die Mitgliederzahlen fielen in den 1930ern stark ab, wuchsen nach dem Zweiten Weltkrieg an, gingen aber in den 60ern und 70ern aufgrund des demografischen Wandels wieder zurück. Programme für die Förderung von Kindern halfen bei der Ansiedlung jüdischer Familien in der Umgebung, sodass die Mitgliederzahlen wieder verstärkt werden konnten.
2006 hatte Beth Elohim über 1.000 Mitglieder, 2009 war sie die größte und aktivste Reformgemeinde in Brooklyn, die „älteste Gemeinde in Brooklyn, die noch unter ihrem ursprünglichen Namen existiert“, ihre Kanzel war die älteste ununterbrochen in Gebrauch befindliche von allen Synagogen in Brooklyn. 2009 wurde sie von Newsweek zu den 25 „lebendigsten“ (most vibrant) jüdischen Gemeinden gerechnet.

## Frühzeit: Pearl Street
Die Gemeinde Beth Elohim wurde am 29. September 1861 von 41 deutschen Juden in der Granada Hall auf der Myrtle Avenue gegründet. Sie waren Mitglieder der Congregation Baith Israel, die von deren vergeblichen Versuchen zur Reform enttäuscht waren. Die neue Synagoge, deren Name von den Mitgliedern ausgewählt wurde, stand unter der Leitung von George Brandenstein, der als Kantor wirkte und ein Jahresgehalt von 150 Dollar (2012 etwa 4.000 $) erhielt. Brandenstein war als Kantor und nicht als Rabbiner angestellt worden, weil die Gemeinde glaubte, dieses Amt sei wichtiger. In der Praxis füllte er jedoch beide Rollen aus. Außerdem wurde ein Shamash angestellt.
In Granada Hall saßen Männer und Frauen zusammen, nicht wie in der Tradition getrennt. Gottesdienste wurden auf Deutsch und Hebräisch abgehalten. Nach ein paar Monaten erwarb man die Calvary Protestant Episcopal Church in der Pearl Street, zwischen Nassau and Concord. Am 30. März 1862 wurde das Gebäude nach der Renovierung bezogen. Die Synagogengemeinde wurde als „Pearl street synagogue“ bekannt. 1868 war die Zahl der Mitglieder auf 103 angestiegen, 1869 besuchten etwa 100 Schüler die Sonntagsschule.
Beth Elohim führte am 19. Februar 1870 anstelle des bisherigen traditionellen Gottesdienstes die „gemäßigt reformierte“ Gottesdienstordnung ein. Man versuchte, die Abwendung vom Glauben aufzuhalten und die Synagoge für bestehende und neu zu gewinnende Mitglieder attraktiver zu machen. Daher kaufte man 1870 für 55.000 Dollar (heute 1.030.000 Dollar) das Gebäude der Central Presbyterian Church auf der Schermerhorn Street in der Nähe der Nevins Street. Die Mitgliederzahlen stiegen jedoch wider Erwarten nicht an, weshalb das neue Gebäude wieder aufgegeben wurde. Stattdessen wurde das Gebäude in der Pearl Street renoviert und eine Orgel beschafft und ein Chor eingerichtet.
Beth Elohim entschied sich 1882 für die Pensionierung Brandensteins, was zu Kontroversen innerhalb und außerhalb der Gemeinde führte. Jüngere Gemeindemitglieder wünschten einen Wechsel und setzten durch, dass ein neuer Verwaltungsrat gewählt wurde (board of officers). Mit 29 gegen 21 von 53 oder 54 Stimmen (nur männliche Haushaltsvorstände waren wahlberechtigt) wurde dies angenommen. Solomon Mosche ersetzte Brandenstein.
Im April 1883 versuchten Baith Israel, Beth Elohim und Temple Israel, Brooklyns drei führende Gemeinden, sich zusammenzuschließen. Dies war der dritte Versuch, nachdem man zweimal an der Uneinigkeit hinsichtlich des Rituals des Gottesdienstes gescheitert war. Die Gemeindevereinigung hätte neue Grundstücke erwerben können, hätte über 150 Mitglieder verfügt; sie hätten die Hälfte ihres Beitrags für das Kirchengestühl in den bestehenden Gebäuden zurückerstattet bekommen. Mosche und der Rabbiner von Temple Israel hätten ihre Arbeit geteilt. Baith Israel hatte zu dieser Zeit keinen Rabbiner. Obwohl der Versuch der Zusammenlegung erneut scheiterte, kam es zu vielen Formen der Zusammenarbeit, einschließlich eines Picknicks und der Feier des 100. Geburtstags von Moses Montefiore. Die Mitgliederzahl lag damals noch bei etwa 50.
Mosche erkrankte 1884 und wurde durch William Sparger ersetzt. Mosche starb am 3. November 1911.
Sparger war von Geburt Ungar und hatte seine Studien an der Universität Wien abgeschlossen. Nach Darstellung der New York Times „gehörte er zu der extrem liberalen Schule jüdischer Theologie“. Er führte Neuerungen ein, einschließlich einer Verbesserung des Chors, ein neues Gebetbuch, Gottesdienste am Freitagabend, und machte die Predigt zum Hauptbestandteil des Gottesdienstes. In der Folge nahm der Gottesdienstbesuch vor allem jüngerer Gemeindemitglieder zu.

## State Street

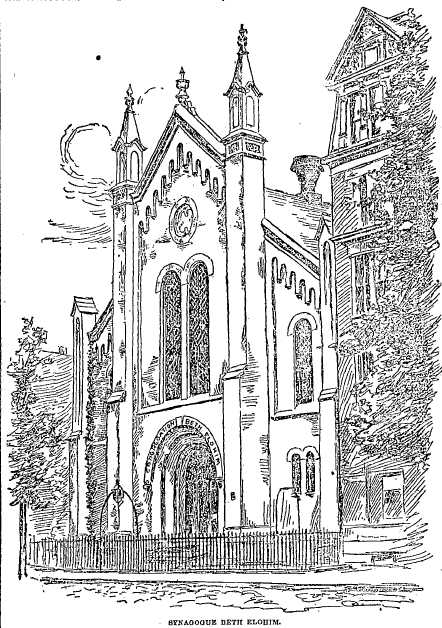
Gebäude in der State Street im Jahre 1891

Trotz einer größeren Zahl an Sitzen, war die Gemeinde so stark angewachsen, dass eine neue Synagoge gesucht wurde. Nach drei Jahren erwarb Beth Elohim 1885 das Gebäude der Congregational Church in der 305 State Street (nahe Hoyt) für 28.000 $ (2012: 740.000 $), und zog im selben Jahr um.
1891 bot der Temple Emanu-El in Manhattan Sparger ein höheres Gehalt, woraufhin er wechselte. Beth Elohim trennte in der Folgezeit die Ämter von Kantor und Rabbiner. Taubenhaus wurde als Rabbiner und Moritz Weisskopf als Kantor angestellt.

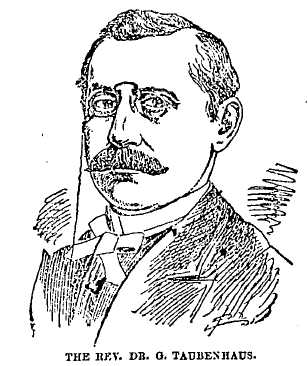
G. Taubenhaus bei seiner Anstellung als Rabbiner im Jahre 1891

Der in Warschau geborene Taubenhaus las schon mit vier Jahren den Pentateuch fließend auf Hebräisch und begann im Alter von sechs Jahren das Talmudstudium. Am Berliner Theologischen Seminar, der heutigen Hochschule für die Wissenschaft des Judentums, studierte er sechs Jahre lang. Nach der Emigration in die USA wirkte er an der Kehillah Kodesh Bene Yeshurum in Paducah, Kentucky, am Temple Israel in Dayton, Ohio und bei der Congregation B’nai Israel in Sacramento, California, bevor er Rabbiner der Shaari Zedek („Gates of Hope“)-Synagoge in New York wurde. Differenzen mit dieser letztgenannten Gemeinde führten zu seinem Rücktritt, kurz bevor er von Beth Elohim angestellt wurde. Taubenhaus' Bruder Joseph wurde 1898 Rabbiner in der Baith Israel-Gemeinde, Beth Elohims Muttergemeinde. Ein weiterer Bruder, Jacob/Jean Taubenhaus, war ein berühmter französischer Schachmeister.
Zur Zeit der Anstellung von Taubenhaus war Beth Elohim nach Darstellung des Brooklyn Eagle „als führende jüdische Gemeinde Brooklyns anerkannt“. Die Auffassung der Gemeinde zu den Kaschrut waren sehr liberal geworden; 1892, als Hyman Rosenberg als Rabbiner der Beth-Jacob-Synagoge entlassen wurde, weil er Schinken gegessen hatte, äußerte Taubenhaus, er glaube nicht, dass seine Gemeinde ihn aus diesem Grund entlassen würde.
1895 folgte Samuel Radnitz auf Weisskopf als Kantor und blieb es bis zu seinem Tod im Jahre 1944.
Zum Jahrhundertwechsel hatte Englisch Deutsch als Sprache des Gottesdienstes und der Protokolle abgelöst, die zweiten Feiertage waren abgeschafft worden. Die Gemeinde hatte nun 106 Mitglieder und jährliche Einnahmen von etwa 8.000 $ (2012: 230.000 $), die Sonntagsschule nahm etwa 300 Schüler auf.
Taubenhaus verließ die Gemeinde im Jahr 1901, Alexander Lyons folgte ihm ein Jahr später im Amt nach und war damit der erste in Amerika geborene Rabbiner. Lyons diente der Gemeinde 37 Jahre lang, bis er 1939 im Alter von 71 Jahren verstarb.
1907 wurde das Unterstützungskomitee (women’s auxiliary) der Frauen gegründet; bis dahin hatten Frauen trotz der gemischten Sitzordnung wenige Mitspracherechte in der Gemeinde. 1907 hatte die Gemeinde 110 Mitgliedsfamilien und jährliche Einnahmen von 9.259,55 $ (2012: 240.000 $). Die Gemeindeschule hatte 15 Lehrer und 200 Schüler.

## Garfield Place und Eighth Avenue

### 1908–1929: Neue Gebäude

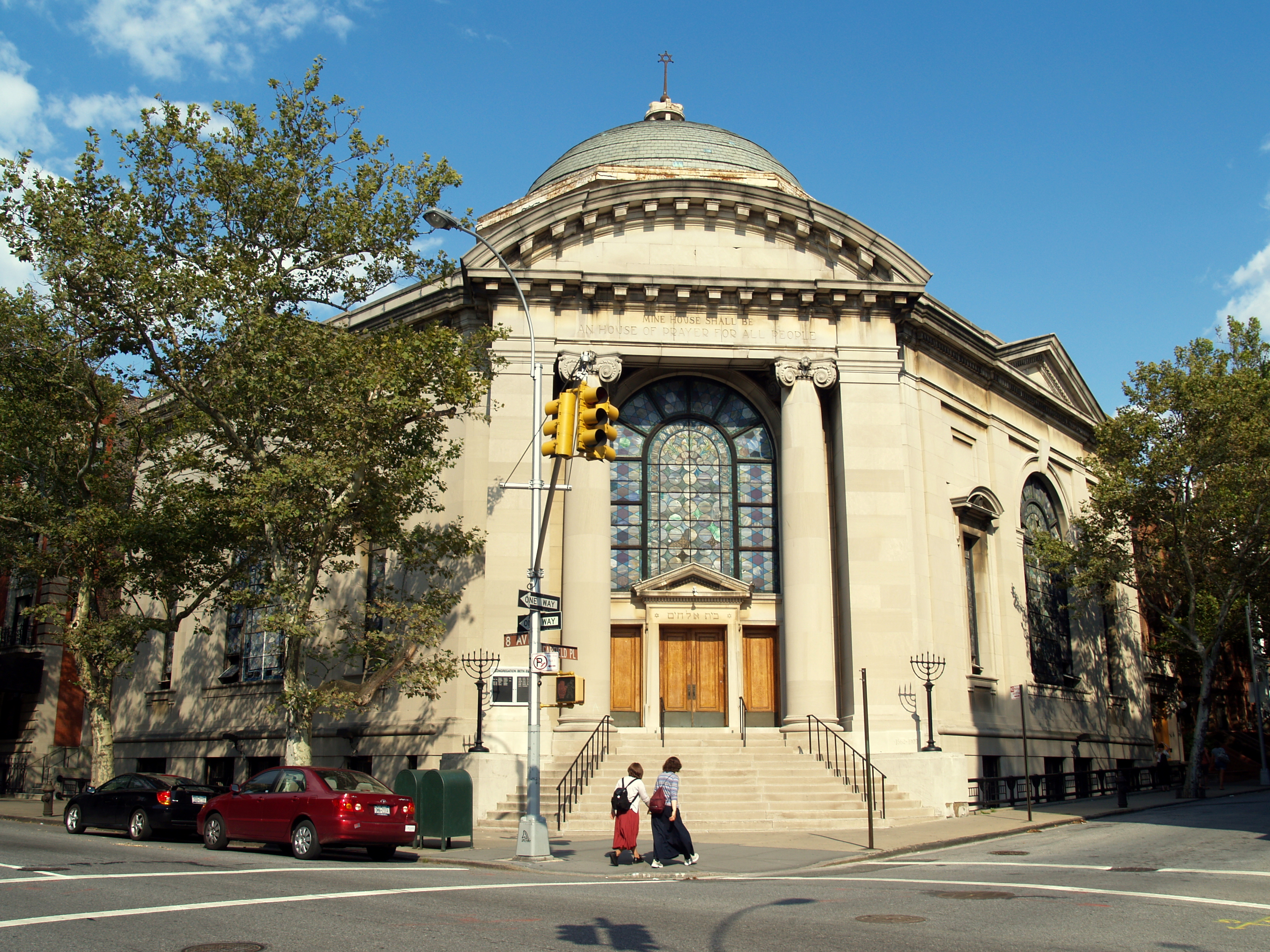
Außenansicht des Tempels

1908 erwarb die Gemeinde ein Grundstück an der nordöstlichen Ecke von Garfield Place und Eighth Avenue. Die neue Synagoge sollte 1.500 Menschen Platz bieten und 100.000 $ (2012: 2,6 Millionen $) kosten. Die Planung wurde vom Architekturbüro von Simon Eisendrath und B. Horowitz (oder Horwitz) in Manhattan übernommen. Der Bau begann 1909 und wurde 1910 abgeschlossen. Das Design im Klassizismus-Stil, als „monumentales Beispiel“ für „strenge neoklassische Größe“ besaß fünf Seiten, die die fünf Bücher Moses darstellten, ein Heiligtum für 1200 Besucher und war von einer „Untertassen-Kuppel“ überwölbt. Der Eingangsbereich lag der Ecke des Garfield-Platzes und der Eighth Avenue gegenüber, über dem Portal war ein Bibelspruch in Stein gemeißelt: Mein Haus soll ein Bethaus für alle Völker sein. Im Erdgeschoss befanden sich Klassenzimmer, ein Auditorium, Verwaltungsräume. Hinter dem Toraschrein war ein Raum, der zugleich als Studierzimmer des Rabbiners und als Versammlungsraum des Gemeindevorstands diente. Das bisherige Gebäude in der State Street wurde an die Gemeinde Mount Sinai verkauft.

1909 schlug Judah Leon Magnes seine Kehilla vor, eine „umfassende Gemeindeorganisation aller Juden New Yorks“, die bis 1922 bestand. Lyons widersetzte sich, er meinte, die Juden New Yorks seien zu verschieden, um in einer gemeinsamen Organisation miteinander auszukommen. Juden sollten sich nur zu religiösen Zwecken vereinigen. Außerdem ging er davon aus, dass nur das Reformjudentum überleben würde. Das orthodoxe Judentum sei zum Untergang verurteilt: 

„Für mich ist das Reformjudentum eine Überzeugung, der man nicht widerstehen kann. Ich glaube, es wird die Religion der Zukunft des Judentums sein, dagegen betrachte ich die Orthodoxie als ein Überbleibsel (survival), das dann und wann noch künstlich konserviert wird (that may have a galvanized life now and then), aber im Ganzen zum Untergang verurteilt ist.“

 1919 erreichte Beth Elohim die Zahl von 133 Mitgliedsfamilien. Die Schule hatte 305 Schüler und 16 Lehrer.
1925 begannen Verhandlungen zur Vereinigung mit dem Union Temple (dem Nachfolger des Temple Israel). Kurz vor dem Zusammenschluss verhinderten jüngere Gemeindemitglieder den Vollzug der Entscheidung. Grund war die Angst vor einem Identitätsverlust.

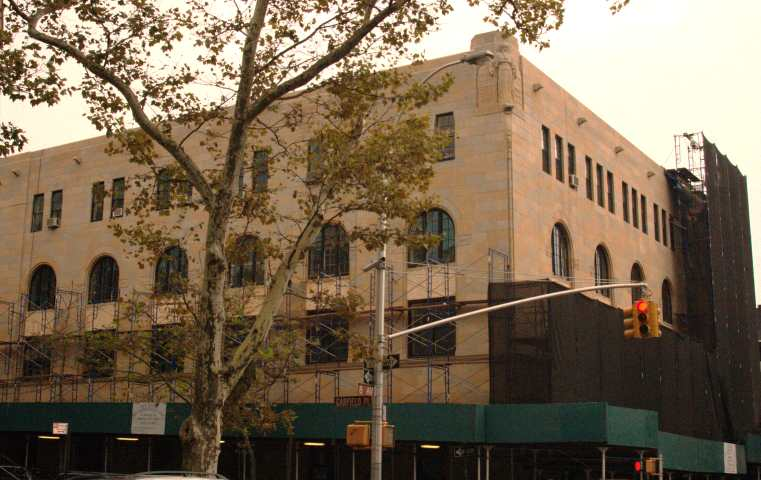
Temple House

Die Gemeinde sammelte Geld für ein zweites Gebäude und ließ 1928 und 1929 das sechsstöckige Temple House errichten. Von Mortimer Freehof und David Levy geplant, entsprach der Stil des Gebäudes dem so genannten „Jewish Deco“, einer Mischung aus Neuromanik und Art Deco-Formen, die typisch für die jüdische Architektur dieser Zeit war. neuromanisch waren beispielsweise die Fenestrationen, ein herausragendes Merkmal des Art Deco die Statue des Moses und die Gesetzestafeln an der Brüstung. Doorway und Balkon am östlichen Ende des Gebäudes waren deutlich im orientalisierenden Stil gehalten, unter den symbolischen Ornamenten findet sich der Davidsstern, die Menora und der Löwe Judas. Die Namen bedeutender Gestalten des Tanach standen auf der Fassade Richtung Garfield-Platz. Bibelverse standen auf der Fassade Richtung Eighth Avenue: Zeige mir deine Wege, oh Herr und führe mich deine Pfade. das Gebäude wurde außerdem mit Reliefs verziert, die Jona zeigen, der von einem Wal verschlungen wird, dazu Streitwagen der Babylonier. Im Innern finden sich eine Kapelle mit 125 Sitzen, ein großer Tanzraum, Gesellschaftsräume, Klassenzimmer, eine Bibliothek, Handballplätze, ein Turnraum und ein Schwimmbad.
Lyons nahm sich zwischen 1910 und 1930 verschiedener Anliegen an: Er arbeitete mit Bischof David Greer und Rabbiner Stephen Wise zusammen, um die Wohnbedingungen in den New York’s tenements anzuprangern, sagte sich von Tammany-Hall-Kandidaten los, bemühte sich um die Wiederaufnahme des Verfahrens gegen Leo Frank und widersetzte sich vielen Ansichten Samuel Gompers'. 1912 gehörte er zu den Gründern des Eastern Council of Reform Rabbis, das gegen den Widerstand der Central Conference of Reform Rabbis gegründet worden war. 1919 zog er sich aus dem Brooklyn Victory Celebration Committee zurück (das den alliierten Sieg im Ersten Weltkrieg feierte) und forderte die Spenden sollten dem Roten Kreuz übergeben werden. Wegen der offenen Politisierung des Ereignisses und seiner Steuerung durch William Randolph Hearst traten auch andere Komiteemitglieder zurück.

### 1930s: Landman tritt bei, Great Depression, Lyons stirbt
Isaac Landman, der am Hebrew Union College studiert hatte, wurde 1931 Kollege Lyons als Rabbiner der Beth Elohim-Gemeinde. 1880 in Russland geboren, war Landman 1890 in die USA gereist. 1911 gründete er mit der Unterstützung von, Jacob Schiff, Julius Rosenwald und Simon Bamberger eine jüdische landwirtschaftliche Siedlung in Utah, und während des Ersten Weltkriegs nannte man ihn den „ersten jüdischen Kaplan der US-Armee, der auf fremdem Boden Dienst tut“. Als Meinungsführer de Jüdisch-christlichen Ökumene, gab er ab 1918 das American Hebrew Magazine heraus, war Delegierter der Union of American Hebrew Congregations (heute Union for Reform Judaism) bei der Pariser Friedenskonferenz von 1919, in den Dreißigern und frühen Vierzigern war er Herausgeber der neuen 10-bändigen Ausgabe der Universal Jewish Encyclopedia.
Landman war außerdem ein prominenter Gegner des Zionismus: 1922 erwog der Kongress die Unterstützung der Lodge–Fish-Resolution zugunsten der Balfour-Deklaration. Landman und Rabbiner David Philipson präsentierten dem House Committee on Foreign Affairs die derzeit antizionistische Stellungnahme der Reformbewegung. Landman druckte viele Kommentare gegen die Resolution und den Zionismus im American Hebrew Magazine. Das Gesetz wurde schließlich einhellig von beiden Häusern verabschiedet und von President Harding gebilligt.
Während der Weltwirtschaftskrise gingen die Mitgliederzahlen deutlich zurück. Wegen finanzieller Engpässe stellte die Gemeinde die Zahlung der Hypothekenzinsen ein. 1931 eröffnete die Gemeinde dennoch ihre Akademie für Erwachsenenbildung (Academy of Adult Jewish Education), die Bibelkurse, Kurse zu religiösen Fragen und zum jüdischen Leben der Gegenwart anbot. Diese Akademie arbeitete während der gesamten Zeit der Depression. 1937 wurde Lyons zum Rabbiner auf Lebenszeit ernannt.

### Zweiter Weltkrieg und Nachkriegszeit: Sacks Eintritt, Tod Landmans
In den 1940ern verbesserte sich die Vermögenslage, aber 1946 drohte die Bank mit der Schließung der Gebäude und dem Verkauf an die katholische Kirche, da die Gemeinde jahrelang keine Hypothekenzinsen gezahlt hatte. Es gelang der Gemeinde, die Hypothekenverträge neu zu verhandeln, die Restschuld zu reduzieren, und Max Koeppel begann eine Initiative, um die ganze Schuld abzuzahlen.
Eugene Sack, der Vater des Richters des Second Circuit Court of Appeals Robert D. Sack, wurde 1946 als Rabbiner Kollege Landmans. Als Hilfsrabbiner der Congregation Rodeph Shalom von Philadelphia hatte er 1939 die Gründung der National Federation of Temple Youth unterstützt. Ab 1943 verbrachte er 18 Monate im pazifischen Kriegsgebiet als Armeekaplan; bei einer Gelegenheit musste er den Pessach-Wein durch Pfirsichsaft ersetzen.
Sack hatte sich ursprünglich auch an antizionistischen Unternehmungen des Reformrabbinats beteiligt. 1942 hatte die Central Conference of American Rabbis aber ihre frühere antizionistische Haltung aufgegeben und eine Resolution angenommen, in der die Gründung einer jüdischen Armee in Palästina befürwortet wurde, die an der Seite und unter dem Kommando der Alliierten kämpfen sollte. Sack und andere prominente Reformrabbiner widersetzten sich. Bei einem Treffen am 18. März 1942 einigten sie sich darauf, dass „es notwendig sei, das Reformjudentum wiederzubeleben, sich dem jüdischen Nationalismus zu widersetzen und ihren Standpunkt öffentlich zu machen“. Sie planten ein Treffen nichtzionistischer Reformrabbiner in Atlantic City, um Probleme des Judentums zu diskutieren. 36 Rabbiner waren bei dieser Konferenz am 1. Juni 1942 anwesend, darunter Landman. Die Konferenz führte zur Gründung des antizionistischen American Council for Judaism, „der einzigen jüdischen Organisation in den USA, die den speziellen Zweck verfolgt, den Zionismus zu bekämpfen und sich der Gründung eines jüdischen Staates in Palästina zu widersetzen.“
1946 verstarb Landman unerwartet, so dass Sack die Gemeinde alleine leiten musste. Er diente schließlich 35 Jahre der Gemeinde. Richard Harvey wurde in den 1940er Jahren zum Kantor ernannt; er diente der Gemeinde in diesem Amt bis zu seinem Tod in den 1970er Jahren.
Nach dem Krieg erlaubte Beth Elohim den Frauen die volle Mitgliedschaft mit allen Vorrechten bei der Wahl und bei der Ämtervergabe. Die Gemeinde wählte Jeanette Marks als Treuhänderin. Zu dieser Zeit änderte sich auch die Zusammensetzung der Gemeinde, da Juden aus Osteuropa der Gemeinde beitraten.
In den späten 1940er Jahren mussten Risse der Zentralkuppel repariert werden. Auch die Kanzel wurde erneuert, so dass Kantor und Rabbiner zwei getrennte Kanzeln hatten. Überflutungsprobleme aufgrund einer unterirdischen Strömung wurden in den 1950er Jahren mithilfe von Rückstauklappen und einem Betonboden gelöst.
1953 war Beth Elohim auf über 700 Familien angewachsen, die Schule hatte 550 Schüler. In den 1960er Jahren ging die Zahl der Mitglieder jedoch zurück, da viele junge Familien in die Vororte zogen.

### 1970–2000: Abstieg, Weiders Beitritt, Wiedererstarken

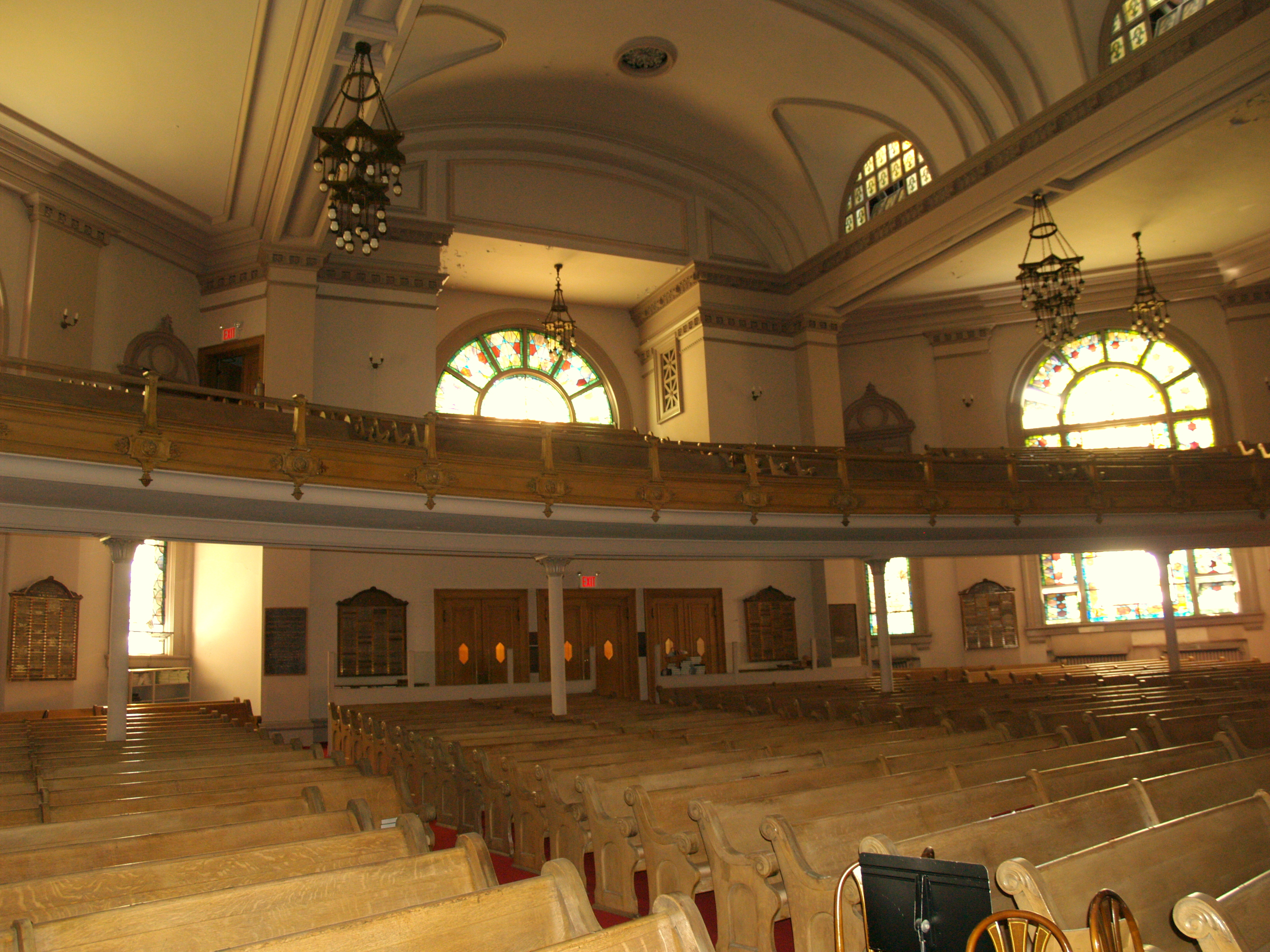
Innenraum des Heiligtums

1970 sah sich die Gemeinde wieder mit Schwierigkeiten konfrontiert, zurückgehenden Mitgliederzahlen und düsteren Aussichten auf die Zukunft. Die Gemeinde gründete jedoch eine der ersten Kinderkrippen (nursery schools) im Stadtviertel, die gemeinsam mit dem Brownstone Revival Movement in Oark Slope jüdischen Familien die Rückkehr zum Tempel attraktiv erscheinen ließ und die Mitgliedschaft wieder mit Leben erfüllte. Eine dieser jungen Familien war die Gerald I. Weiders, eines jungen Rabbiners, der 1978 Teil der Verwaltung wurde.
Weider, der in der Bronx aufgewachsen war, besuchte die Rutgers University. 1973 wurde er am Hebrew Union College in Cincinnati ordiniert (1998 erhielt er einen Doktortitel in Theologie von der Hebrew Union College). Vor seinem Eintritt in der Beth Elohim-Gemeinde diente er als Hilfsrabbiner am Temple Ohabei Shalom in Brookline, Massachusetts und als Associate Rabbi der Washington Hebrew Congregation in Washington, D.C. In Beth Elohim befasste er sich hauptsächlich mit Programmen und Dienstleistungen für jüdische Stadtfamilien. 1978 wurden nachschulische und frühkindliche Betreuungszentren gegründet, im folgenden Jahr ein Tagescamp die alle im Temple House untergebracht waren.
In den 1970ern kehrte die Gemeinde auch zu traditionelleren Formen im Gottesdienst zurück. Einige Mitglieder trugen Kopfbedeckungen, manche hebräischen Gebete wurden dem Sabbat-Gottesdienst eingefügt. Das neue High Holy Days-Gebetbuch mit dem Titel The Gates of Repentance wurde eingeführt. Synagogengebäude und Tempelhaus waren Contributing Properties des Park Slope-Historic District, der 1973 als New York City Landmark-Distrikt registriert wurde und 1980 im National Register of Historic Places aufgeführt wurde.

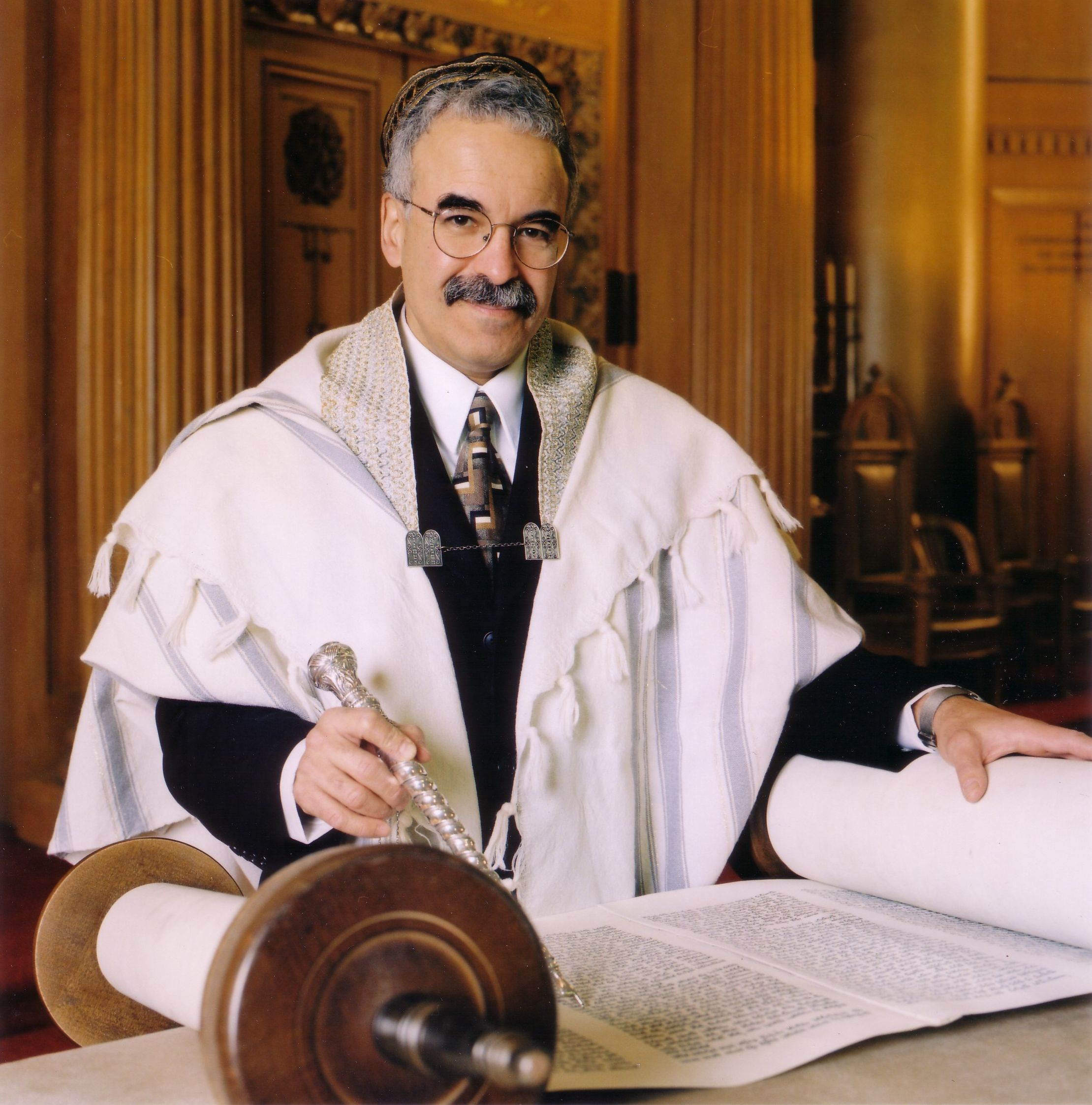
Hauptrabbiner Gerald Weider bei seinem 25-jährigen Dienstjubiläum

1985 machten Weider und Beth Elohim zusammen mit den Rabbinern des Park Slope Jewish Center und der Gemeinde Baith Israel Anshei Emes den Vorschlag, eine jüdische Tagesschule in Brooklyn zu eröffnen. Sie sollte in Beth Elohim untergebracht werden, aber keiner besonderen jüdischen Richtung angeschlossen sein, offen für alle Kinder aller Richtungen. 1994 begann man mit den Planungen; man folgte dem Vorbild der Abraham Joshua Heschel School in New York, die aus Beth Elohims Vorschulprogramm hervorgegangen war. Man wollte 1995 mit der ersten Klasse beginnen und bis 2000 die 8. Klasse erreichen. Zu dieser Zeit gehörten 500 Familien zur Gemeinde und 141 Kinder besuchten die Vorschule. Die Schule wurde 1995 eröffnet und bestand drei Jahre lang. Zuletzt hatte sie 38 Schüler, zog um und bekam den Namen Hannah Senesh Community Day School.
In den 1980er und 1990er Jahren wurden die Gebäude mehrfach renoviert.
Janet Leuchter wurde 2001 Kantorin der Gemeinde. Aus Vineland, New Jersey, stammend, graduierte sie 1999 am Hebrew Union College, vorher hatte sie als Kantorin des Temple Avodah in Oceanside, New York gedient.

### Weider im Ruhestand, Ereignisse seit 2006
Weider wurde als Hauptrabbiner 2006 nach 28 Dienstjahren pensioniert und von Andy Bachman abgelöst. Zu dieser Zeit hatte Beth Elohim über 1.000 Mitglieder. 2007 gewann sie einen Preis der Union for Reform Judaism's Congregation of Learners für Synagogen mittlerer Größe, da sie zu den Synagogen gehörte, „die eine außergewöhnliche Umgebung von abwechslungsreichen und verständlichen Lernangeboten bereitstellen und die Gemeinde mit einer Kultur des Lernens erfüllen“.

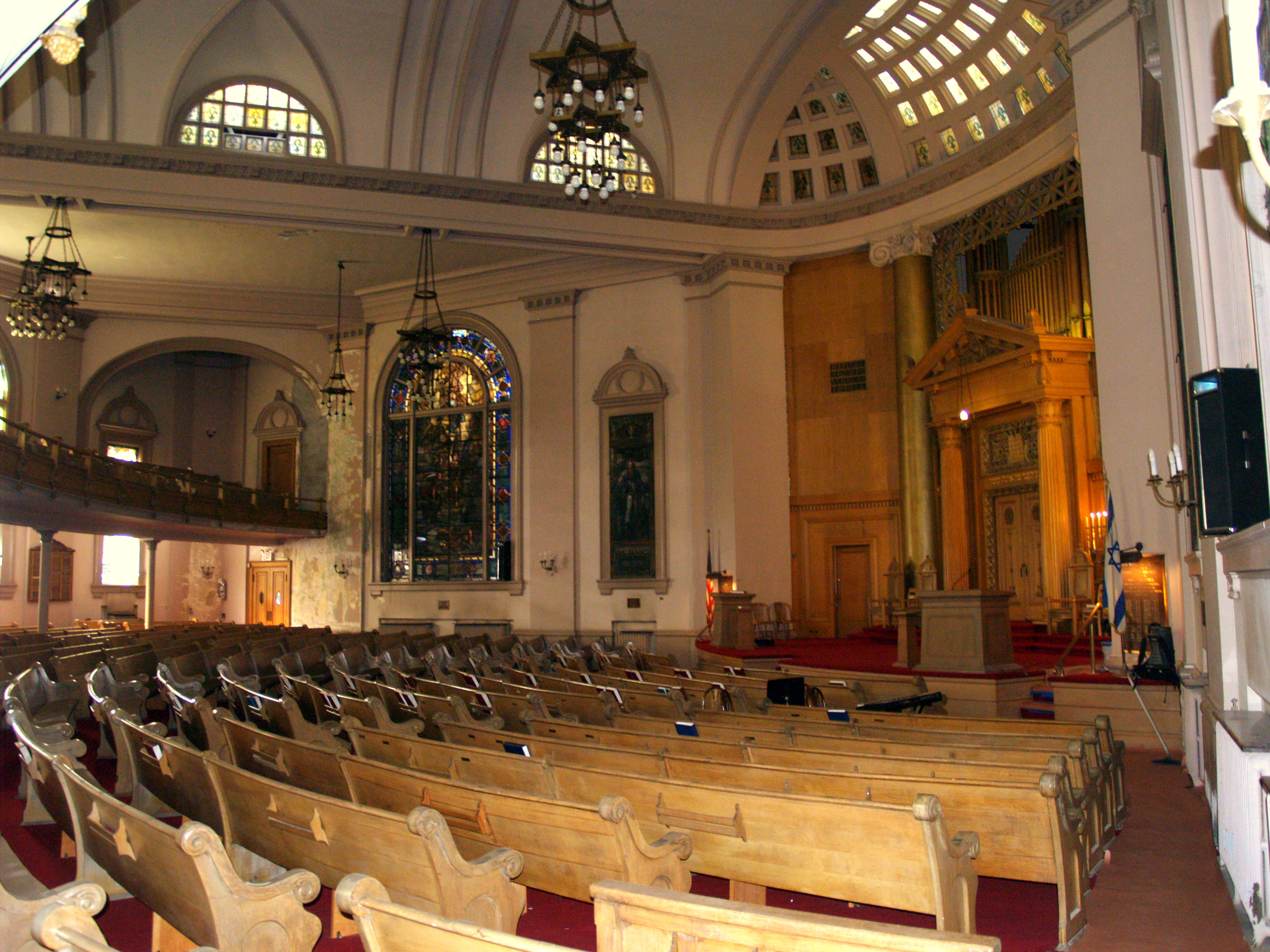
Innenraum des Heiligtums

2009 wurde Beth Elohim als größte und aktivste Reformgemeinde in Brooklyn beschrieben. Unter den prominenten Mitgliedern war der U.S. Senator Chuck Schumer. Im April 2009 wurde Beth Elohim von Newsweek als eine der 25 „lebendigsten“ (most vibrant) jüdischen Gemeinden aufgeführt. Im September, vier Tage vor Yom Kippur, fiel ein Teil des Daches des Heiligtums ein. Niemand wurde verletzt, aber das Heiligtum musste geschlossen werden. Die nahegelegenen alte Old First Reformed Church, zu der seit den 30er Jahren enge Bindungen bestanden, bot ihre Einrichtungen für die Feiertage (Sonntagnacht und Montag) an und nahm mehr als 1000 Feiernde auf. Am Tag vor dem Feiertag wurde die Synagoge von Mitgliedern der Westboro Baptist Church belagert, die antisemitische und schwulenfeindliche Parolen riefen.
2012 war Beth Elohim die älteste noch unter ihrem ursprünglichen Namen arbeitende Gemeinde in Brooklyn, ihre Kanzel die älteste noch im Gebrauch befindliche in Brooklyn. Rabbiner waren Andy Bachman, Shira Koch Epstein und Marc Katz, Rabbiner im Ruhestand war Gerald Weider, der Kantor war Joshua Breitzer.
Bachman graduierte an der University of Wisconsin–Madison. 1996 wurde er am Hebrew Union College ordiniert und wurde am 25. Oktober 2006 nach 25 Jahren erster neuer Hauptrabbiner der Gemeinde. Von 1993 bis 1998 hatte er hier als Pädagoge gearbeitet. Er befürwortete eine stärkere Ausrichtung an der Tradition und gründete 2002 eine kleine hebräische Gebetsgruppe. Er sprach sich außerdem für eine traditionellere Liturgie aus. Bachman und seine Ehefrau Rachel Altstein trugen dazu bei, Zwanzigjährige und Dreißigjährige in die Gemeinde zu bringen, und im Dezember 2007 wurde Bachman von The Forward als einer der „Forward 50“ genannt. 2008 schrieb er regelmäßig für die interaktive Website Newsweek der Washington Post. Epstein, die in der Bronx zur Welt kam und in New Milford, Connecticut, aufwuchs, besuchte die Wesleyan University und das Hebrew Union College, er diente als Koordinator des Institute for Reform Zionism. 2008 war sie ein Mitglied der Gruppe „Rabbiner für Obama“, der mehr als 300 US-amerikanische Rabbiner unterschiedlicher Richtungen angehörten, die Barack Obama im Präsidentschaftswahlkampf unterstützten. Der vom Barrington Rhode Island stammende Marc Katz graduierte an der Tufts University und studierte am Hebrew Union College in Jerusalem, bevor er 2009 Rabbiner für Beth Elohim wurde.
Am 22. September 2013 feierte Beth Elohim seinen 150. Geburtstag und widmete diesem Ereignis eine neue Sefer Torah. Es wurde festgestellt, dies sei „die erste Tora in New York, die von einer Frau fertiggestellt wurde“.

### Bachmans Abschied, Timoners Eintritt, Ereignisse seit 2015
Im Juni 2015 schied Andy Bachman aus um sich der 92nd Street Y als Direktor für Jewish Content und Gemeinderitual anzuschließen. Im Juli 2015 wurde Rachel Timoner Hauptrabbinerin.